# Ulassai
Ulassai är en ort och kommun i provinsen Nuoro i regionen Sardinien i Italien. Kommunen hade 1 448 invånare (2017).